# Едмънд Бърк
Едмънд Бърк (на английски: Edmund Burke; на латински: Edmundus Burke) е ирландски политик и философ от 18 век, с голям принос в сферата на политиката и естетиката.
Неговата фигура се характеризира с особена оригиналност и значение за британския политически живот. Създател е на съчинението „Размисли за революцията във Франция“ от 1790 г., в което критикува принципите на Френската революция. След като се преселва във Великобритания, Бърк дълги години е депутат в Камарата на общините от партията на вигите. Автор е също на „Философско изследване на произхода на нашите идеи за възвишеното и красивото“. Смятан е за основател на съвременния консерватизъм.

## Биография
Роден е на 12 януари 1729 година в Дъблин, Ирландия, в семейството на адвокат англиканец и майка католичка. Бърк запазва вероизповеданието на баща си и остава страстно религиозен през целия си живот, което слага забележим отпечатък върху творчеството му. През 1750 г. заминава, за да учи право в Лондон, но намира правото твърде ограничаващо за ума и се насочва към литературна и журналистическа кариера. През 1766 г. за първи път влиза в парламента като представител на партията на вигите, като не след дълго той става основен неин говорител. Бърк получава широка известност като защитник на правата на ирландците и застъпник на Американската независимост, борец против корупцията в Индия.
Умира на 9 юли 1797 година в Биконсфилд, Англия, на 68-годишна възраст.

## „Размисли за революцията във Франция“
Със своята дейност Бърк си спечелва славата на защитник на свободата срещу тиранията, привърженик на Славната революция от 1688 г., както и на Американската век по-късно. Публикуването през 1790 г. на неговите „Размисли за революцията във Франция“, където той отправя силна критика към противниците на стария режим (на френски: ancien régime), се посреща с всеобщо учудване. Но от гледна точка на самия Бърк противоречие няма, той се противопоставя на тиранията на народа, както преди на тиранията на монарсите.
В своето творчество (и особено в „Размисли за революцията във Франция“) Бърк поставя на преден план въпросите, които ще доминират консервативното мислене пред следващите два века. Основна роля играе дълбокият скептицизъм към така популярния постулат за всемогъществото на човешкия разум, за алтернатива на който е посочена градивната традиция. Рязко са критикувани всички утопични социални проекти, като за единствена мярка за ефективността на една политическа теория е обявена нейната практическа ефективност. Особено внимание се отделя на ролята на религията и морала в съвременното общество, които не се смятат за предмодерни предразсъдъци, а за непреходни части от човешката същност. Бърк се противопоставя на егалитарните тенденции в обществото като цяло и особено по отношение на икономиката, където главна роля трябва да играе свободният пазар. За консерватизма крайните решения винаги са лоши решения, реформата на една система винаги е за предпочитане пред революционната промяна.
Според Светослав Малинов консерватизмът на Едмънд Бърк може да се дефинира ad negatio като „критика на политическия рационализъм“, а позитивно – като „политическа теория на човешкото несъвършенство“.

## Основни принципи на консервативната мисъл у Едмънд Бърк

### Защита на традицията
За модерното рационалистично мислене се смята за нормално всяка истина да се поставя под съмнение. Не се допуска възможността нещо да бъде прието, само защото е служило успешно на цели поколения. Единствената истина е рационалната истина, а не истината на опита. За повечето хора тази теза звучи почти като самоочевиден факт, но в контекста, в който твори Бърк, съвсем не е така. Съществува една изключително силна школа на английското обичайно право, която изповядва коренно различни тези. Добрите закони са единствено тези, преминали през изпитанието на вековете. Нещо може да се смята за законно, защото е било считано за законно от поколения англичани. Не е възможно един-единствен човешки ум, колкото и образован да е, да обхване цялата сложност на проблемите, които засягат едно общество. Поколения мъдри мъже обаче могат – чрез нормите, които създават и изпитват на практика в продължение на векове. Според Бърк:
| „ | Новаторският дух обикновено е резултат от егоистичен нрав и ограничени възгледи. Хората, които никога не обръщат поглед към предците си, никога не ще помислят за своето потомство. Освен това английският народ добре знае, че идеята за наследяване осигурява надежден принцип за съхранение и надежден принцип за приемственост, без изобщо да се изключва принципът за подобрението. Тя оставя придобитото непокътнато, но гарантира и това, което придобива. | “ |

Управление, базирано на отрицание на традицията, е a priori пагубно за обществото. То унищожава доказани и работещи модели, за изработването на които са били необходими векове. Никоя абстрактна схема, колкото и гениален да е нейният автор, не е в състояние да достигне съвършенството, достъпно само чрез практиката. Обратно – един ред, който се е запазил през многобройни поколения, очевидно представлява огромна ценност и трябва да бъде обект на възхищение, а не на отрицание. Максималното, което може да се допусне, е да се направят известни промени, без да се унищожава основният принцип (по думите на Бърк – да се запазят добрите основи на старата сграда, а не да се рушат). Затова консерваторите винаги ще се застъпват за доказаните модели и ще се противопоставят на опитите да бъде напълно сринат съществуващият строй, независимо в името на колко съвършени идеи се предлага това.

### Критика на рационализма
Идеята за отрицание на традицията се подхранва от увереността в абсолютно неограничените познавателни способности на разума. Ако човешкият разум е единственото мерило за света, то разбираемо е да не приемаме нищо, което не е утвърдено от него. Но, както посочва Бърк, има нещо ирационално в непоколебимата увереност на многобройните модерни автори във всемогъществото на разума. Способен ли е разумът сам по себе си да решава еднакво успешно всички проблеми? Очевидно не, той е в силна зависимост от информацията, с която разполага. Но за един живот, дори той да е изцяло посветен на търсенето на знания, е невъзможно да се събере достатъчно опит, за да може свободно да се решават всички проблеми. Разумът е безполезен без достатъчно опит. А забележимо количество опит се съдържа единствено в традицията. Разумът на отделния човек бледнее в сравнение с мъдростта на цели поколения. Там е заключена истинската разумност.

Бърк не е противник на разума, какъвто някои негови критици се опитват да го изкарат. Той оценява ролята, която разумът играе в човешкия живот. Но също така изтъква, че човек се влияе и от своите чувства и инстинкти. И, което е не по-малко важно, от понятията за добро и зло. Издигането на разума в култ е противно на човешката природа. Само в тази светлина можем да разберем положителната оценка, която Бърк дава на предразсъдъците:
| „ | Предразсъдъкът е винаги готов за употреба в критична ситуация; той насочва ума по пътя на мъдростта и добродетелността и в решаващия момент прогонва колебанията и не позволява човек да остане скептичен, объркан и нерешителен. Предразсъдъкът превръща добродетелността в навик и обединява в едно поредицата от несвързани едно с друга добродетелни постъпки. Подходящият предразсъдък превръща дълга на човека в част от неговата природа. | “ |

### Прагматизъм
Критиката към рационализма и упованието на традицията стават доста по-очевидни като решения, ако се вземе предвид, че идеите на Бърк имат явно практическа насоченост. Той не се интересува от абстрактни теоретични модели, които представляват интерес само от страна на теоретиците, от принципи за идеалното управление на едно идеално общество, а от конкретни решение за конкретно управление. Традицията е доказала своята ефективност на практика – затова тя е добра. Разумът е в състояние да реши всички проблеми на теория – но не и в реалния свят – ето защо към него трябва да се подхожда с определени резерви. Красиви идеи като тези за естествените човешки права звучат убедително, но нямат реални основания:
| „ | Всички измислени права на тези теоретици са крайни; и колкото по-голяма е тяхната метафизическа истинност, толкова по-неверни са те морално и политически. | “ |

Консерватизмът остро се противопоставя на всякакви опити за градене на социални утопии. Обществото е нещо твърде важно, за да може да се експериментира с него. Не трябва да се разрушава стабилната сграда, съществуваща днес, само заради призрачната илюзия за изграждането на нещо по-съвършено.

### Роля на религията
В епоха на всеобща секуларизация и при наличието на общества, където ролята на религията е сведена до минимум, остро религиозната позиция на Бърк предизвиква най-малкото учудване. Но за защитника на традицията този въпрос изобщо не стои. Религията е била, е и ще бъде в основата на всяко общество, защото:
| „ | Ние знаем и се гордеем с това, че по своята същност човек е религиозно животно и че атеизмът е противен не само на нашия разум, но и на нашите инстинкти, и че той не може дълго време да тържествува. | “ |

Бог е създал човека и обществото, като последното служи, за да защитава човека и да му предостави истинските права (в противовес на измислените „естествени права“), които са божествен подарък – правото на свобода и правото на ред. Абсолютната свобода е зло – защото тя не води към морални решения, а е по дефиниция неморална. Само редът и добрите закони, които закрилят добродетелта, позволяват на човека да бъде истински свободен.
Типично според догмите на християнството е третиран въпросът за човешката природа. Човекът е изначално грешен, неговата природа е a priori несъвършена. Всеки опит да му бъде предоставена неограничена свобода не може да доведе до нищо добро – не съществува възможност човекът със собствени сили да постигне съвършенството. Не, ако се освободи от всички окови и предписания, човекът няма да се устреми към доброто, а към злото. Всеки човек е тиранин по природа. Поради тази причина Бърк се отнася с изключително подозрение към всички теории, в основата на които стои идеята за човешката доброта. Без пътеводната светлина на религията, човекът е в състояние да заплаши собственото си съществуване.
Ключов въпрос за всички консерватори след Бърк е въпросът за морала. Докато в другите области неограниченият от нищо разум бележи значими успехи, това не важи за сферата на етичното. Възможен ли е въобще морален прогрес? Дори и да е така, очевидно пътят към него не е чрез унищожаването на всички норми и предписания. Ето защо при консерваторите е толкова силно застъпен този момент, нетипичен за повечето други идеологически течения. Неморалните решения в управлението на едно общество никога, при никакви условия не могат да са оправдани или успешни. Целта в никакъв случай не оправдава средствата.

### Обществото като естествено състояние
Разсъждавайки в лоното на религиозните си убеждения, Бърк остро се противопоставя на теорията за обществения договор, според която обществото е вторично, плод на съзнателен волеви акт на своите членове. В противовес на това се посочва аристотеловата теза, че за естествено състояние на даден предмет трябва да се приеме не първоначалното му състояние, а завършеното. Тогава обществото е естественото състояние, в което се предполага да живеят хората. Немислимо е нещо толкова значително да се влияе от тяхната воля и следователно да подлежи да разтрогване. Ако обществото е волеви акт, то с друг такъв то може да бъде премахнато. Но ако то е плод на Божия замисъл, то на хората не остава нищо друго освен да заемат своите места и да приемат отредената им участ. Идеята за обществения договор има пагубен характер върху легитимността на всяка държава – защото от нея логично произтича следствието всеки да може да се откаже от задълженията си, стига да го пожелае. Нормалното функциониране на едно управление е невъзможно при такива условия. Обществото не е плод на избор. Не съществуват никакви „естествени права“, които да са принесени в жертва на образуването му. Напротив – обществото само е гарант и единствена среда за реализация на истинските човешки права на защита, собственост, морално усъвършенстване. Трябва да се има предвид обаче, че към правата на индивидите в едно общество спадат „както свободите, така и ограниченията, наложени върху хората.“

### Йерархия на обществото
Всички хора са равни пред Бога и пред закона. Но това не ги прави еднакви. Хората по своята природа притежават различни качества. Ето защо най-естествено е в живота те да постигнат различни резултати. Естествено и редно е да управляват тези, които се отличават с най-голям талант и добродетелност. Редно е този, който притежава по-голяма дарба и полага повече усилия, да получи съответно и по-значителен дял от плодовете на труда си. В противен случай се стига до извращения:
| „ | Повярвайте ми, господине, тези, които искат да изравнят всички, никога не постигат равенство. Във всички общества, съставени от хора с различни качества, някои люде трябва да бъдат на върха. Уравнителите следователно само променят и развращават естествения ред на нещата; те разрушават сградата на обществото, оставяйки без здрава основа това, което стабилното устройство изисква да стъпи здраво на земята. | “ |

### Право на собственост и свободен пазар
Изхождайки от хипотезата, че неравенствата са справедливи, Бърк стига до основополагащото място на правото на собственост. То стои в основата на всяко общество. Посегателството над него е нападение срещу самото общество, срещу морала и ценностите. Правото на собственост се представя като естествено продължение на предоставеното от Бога право на свобода, което е достъпно за всеки човек. Различията в собствеността са също така плод на дадените от Бога качества и талант. Тъй като основно задължение на всяко общество е чрез своите норми да осигури нормално поле за изява на свободата, очевидно задача от първостепенна важност за всяка държава е да гарантира частната собственост от всякакви посегателства. Нещо повече – егалитаризмът е нещо вредно и неправилно и той в никакъв случай не трябва да придобива ранга на държавна политика:
| „ | Това, което всеки един човек може сам да направи, без да пречи на останалите, е негово лично право; и той има право на една справедлива част от всичко, което обществото (съчетавайки умение и сила) би могло да направи в негова полза. В това сдружение всички хора имат равни права, но не върху едни и същи неща. Този, който в едно сдружение има само 5 шилинга, има същото право върху тях, каквото е правото на притежаващия 500 лири върху съответно по-големия му дял; но те нямат право на равни дивиденти от произведеното чрез общия им капитал. | “ |

Държавата е длъжна да осигури на всеки един индивид мир, ред, закони. Но тя не трябва да се стреми да изземва личната свобода и да се занимава с преразпределение на благата. Един подобен опит би бил противоестествен и насочен срещу човешката природа. Държавата не трябва да се стреми да управлява икономиката, а само да осигури среда за свободното ѝ развитие. Свободният пазар е най-справедливата форма за разпределение на благата. Разбира се, когато Бърк пише произведенията си, все още не съществува феномен като централизирана планова икономика. Но фундаментът за нея в лицето на увереността, че човешкият разум е способен да даде най-ефективното решение на всички проблеми, вече е налице. Ето защо консерваторите не се колебаят да защитят пазарната икономика, когато нейното съществуване е поставено под въпрос от ултрарационалистичния утопичен проект.

### Качества на политическия елит
Приемайки, че хората не са равнопоставени в икономическо отношение, Бърк довежда идеята до логическото ѝ продължение и защитава тезата, че хората не са равнопоставени и по отношение на властта. Макар хората да са равни пред закона, това не дава на всички еднакво право да формират отношение към управлението. За консерваторите е очевидно, че едни хора в по-голяма степен са способни да управляват от други. Най-удачно могат да управляват хората, при които се съчетават три групи фактори. От една страна, управлението е въпрос на дарба. Тези хора, които по силата на природата са надарени с умствени и морални качества, са най-способни да ръководят държавата, без да я докарват до несправедливост. На второ място, за властта са необходими качества като отговорност, добро образование, а и просто физическа възможност да се отдели необходимото време. Затова е естествено към властта да бъдат привлечени едрите собственици. Не трябва да се подценява и практическият опит, който може да бъде придобит само от отделни професии. Доброто управление според Бърк трябва да включва следователно както хора от естествената аристокрация, така и собственици. Балансът между тях трябва да гарантира невъзможността да се стигне до произвол. Това е и причината консерваторите дълго време да се противопоставят на идеята за всеобщо избирателно право, изхождайки от идеята, че наличието на определен ценз е изгодно за всички членове на обществото.

### Обобщение – въпросът за баланса
Едмънд Бърк залага във всичките си творби тезата, че крайностите винаги водят към несправедливост, независимо от колко добри мотиви са продиктувани. Това особено ясно проличава при противопоставянето на понятията реформа и революция. Реформата премахва недостатъците на старата система, без да обезсилва всички нейни положителни страни, които могат да служат за база на нещо ново. Революцията – напротив – унищожава всичко, което е било ценно и добро в миналото, без да гарантира, че ще изкорени и злото. В тази светлина става ясна разликата, която Бърк прокарва между Славната и Американската революция, от една страна, и Френската, от друга. И в Англия, и в Колониите е налице справедлива борба за защита на предоставените от Бога права на свобода и ред срещу опита за узурпация от монарх тиранин. Във Франция вместо да се запази сградата на Стария режим, като се прочисти от недостатъците, се стига до пълното ѝ унищожаване, което води до произвол, беззаконие и атеизъм (най-голямото зло според Бърк).
Монархията сама по себе си не е несправедлива. Абсолютно неочевидно е и твърдението, че неограниченото господство на народа ще е по-добро от гнета на най-жестокия тиранин. Доминацията на малцинството над мнозинството е нещо несправедливо – но не повече от доминацията на мнозинството над малцинството. Крайната демокрация е изключително опасен строй, защото народът е потенциално неограничен в произвола си, за разлика дори и от най-всемогъщия едноличен владетел. И най-кървавият деспот, тъй като е човек, не е лишен от съвест и трябва да се бори с нея, за да извърши престъпление срещу вечните общочовешки норми. Народът обаче, тъй като е колектив, няма угризения:
| „ | И наистина, делът безчестие, който ще получи всеки отделен човек, замесен в обществените дела, ще бъде твърде малък; въздействието на чуждите мнения ще е обратнопропорционално на броя на онези, които злоупотребяват с властта. Одобрението, което сами дават на постъпките си, им изглежда като благоприятна оценка, дадена от обществото. Пълната демокрация следователно е най-безсрамното нещо на света. И доколкото е най-безсрамно, тя не се страхува от никого. Никой не очаква наказание за собствените си дела. Разбира се, народът като цяло не би и могъл да усеща подобно нещо; и понеже всички наказания са насочени към съхранението на народа като цяло, в своята цялост народът не може да бъде наказан от човешка ръка. | “ |

Това, което се получава във Франция, според Бърк е:
- извращение на човешката природа;
- унижение на религиозните ценности;
- отказ от морални ограничения;
- унищожаване на естествения елит;
- произвол на тълпата;
- посегателство върху правото на собственост.

И всичко това – в името на една рационална утопия. Крайностите, до които довежда революцията, не могат да доведат до позитивен резултат, именно защото са крайности. Изключително странна оценка за събитие, което се е превърнало в символ на всичко модерно, свободно и справедливо. Но това тълкуване е напълно в духа на консервативните идеи. Консерваторите разбират това и винаги се противопоставят на всякакви опити за резки, неизпитани промени, които могат да заплашат самата основа на обществото.